# Lomonosov

Lomonosov ở trong chủ thể liên bang Saint Petersburg.

Lomonosov (tiếng Nga: Ломоно́сов; trước năm 1948: Oranienbaum, Ораниенба́ум) là một thị xã thuộc thẩm quyền quản lý của St Petersburg, Nga, nằm trên bờ biển phía nam của vịnh Phần Lan, 40 km về phía Tây của St Petersburg chính nó. Dân số: 37.776 (tổng điều tra dân số 2002). Đây là nơi có một công viên thế kỷ 18 và cung điện phức tạp (xem Oranienbaum). Cung điện này chỉ là một trong các cung điện nổi tiếng trong vùng lân cận của St Petersburg đó không bị quân Đức chiếm trong thế chiến 2. Khu định cư này thành thị xã vào năm 1710.